# Colten Gunn
Colten Sopp (nacido el 18 de mayo de 1991), con el sobrenombre de Colten Gunn, es un luchador profesional estadounidense. Es conocido por sus apariciones con All Elite Wrestling como parte del stable Gunn Club junto a su padre Billy y su hermano Austin. Entre sus logros destaca haber sido una vez Campeón Mundial en Parejas de AEW junto a su hermano Austin.
Es el hijo mayor del luchador estadounidense Billy Gunn. Actualmente pertenece al stable «Bullet Club Gold».

## Primeros años
Colten Sopp nació el 18 de mayo de 1991. Es hijo del luchador profesional Billy Gunn, y hermano de Austin Gunn. Asistió a la Universidad Estatal de Florida y se graduó en 2013.

## Carrera de lucha libre profesional

### All Elite Wrestling (2020-presente)
Sopp fue entrenado para luchar por su padre, Billy Gunn. El 17 de junio de 2020, apareció con la promoción All Elite Wrestling (AEW) con sede en Jacksonville, Florida, acompañando a su padre al ring para su combate contra Maxwell Jacob Friedman en AEW Dynamite y siendo confrontado por el guardaespaldas de Friedman, Wardlow. Más tarde ese mes, el padre de Sopp presentó una marca registrada para "Colten Gunn". En el episodio #53 de la televisión por Internet muestran AEW Dark, que se emitió el 22 de septiembre, Sopp acompañó a su padre y su hermano al ring para unapartido por equipos.
Sopp hizo su debut en la lucha libre profesional con AEW el 11 de noviembre de 2020 como "Colten Gunn", haciendo equipo con su padre y su hermano Austin (como Gunn Club) para derrotar a BSHP King, Joey O'Riley y Sean Maluta en una pelea de seis hombres. partido por equipos. El combate fue transmitido en el episodio #62 de AEW Dark el 17 de noviembre de 2020. Regresó en las siguientes semanas, formando equipo con su padre y hermano en más combates de seis hombres por equipos.
El 26 de julio de 2021 haría equipo con su padre Billy Gunn y Brock Anderson para derrotar a Chandler Hopkins, Cameron Cole y Jizzy James en una lucha de relevos australianos en el programa Dark Elevation.

## Estilo y personalidad de lucha profesional
El movimiento final de Gunn es el Colt 45, un bulldog con caída de piernas; su padre Billy Gunn utilizó el mismo movimiento, llamándolo Fame-Ass-Er.

## Campeonatos y logros
- All Elite Wrestling
  - AEW World Tag Team Championship (1 vez) – con Austin Gunn
  - AEW World Trios Championship (1 vez) - con Austin Gunn & Jay White

- New South Wrestling
  - New South Tag Team Championship (1 vez) – con Austin Gunn

- Ring of Honor
  - ROH World Six-Man Tag Team Championship (1 vez) — con Austin Gunn & Jay White